# Mary Pix

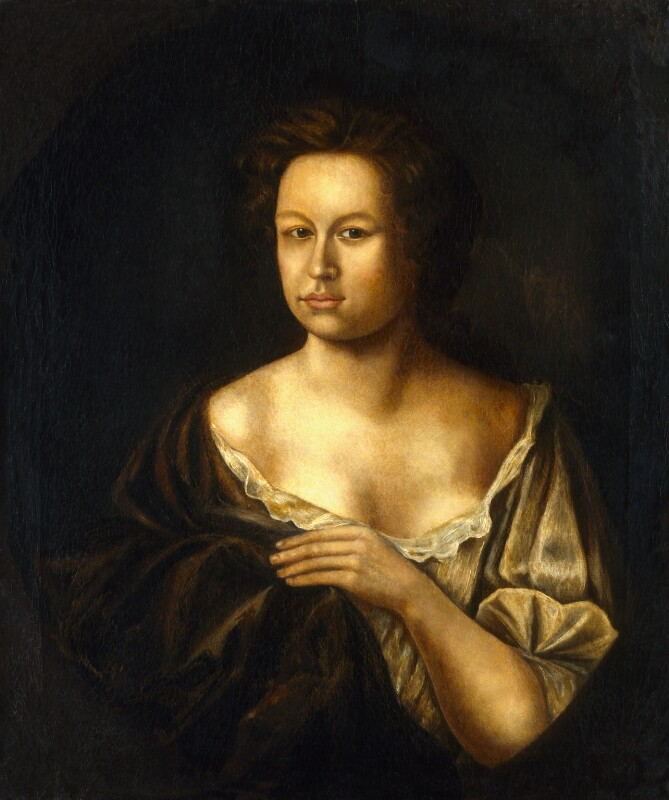
Mary Pix (zeitgenössisch)

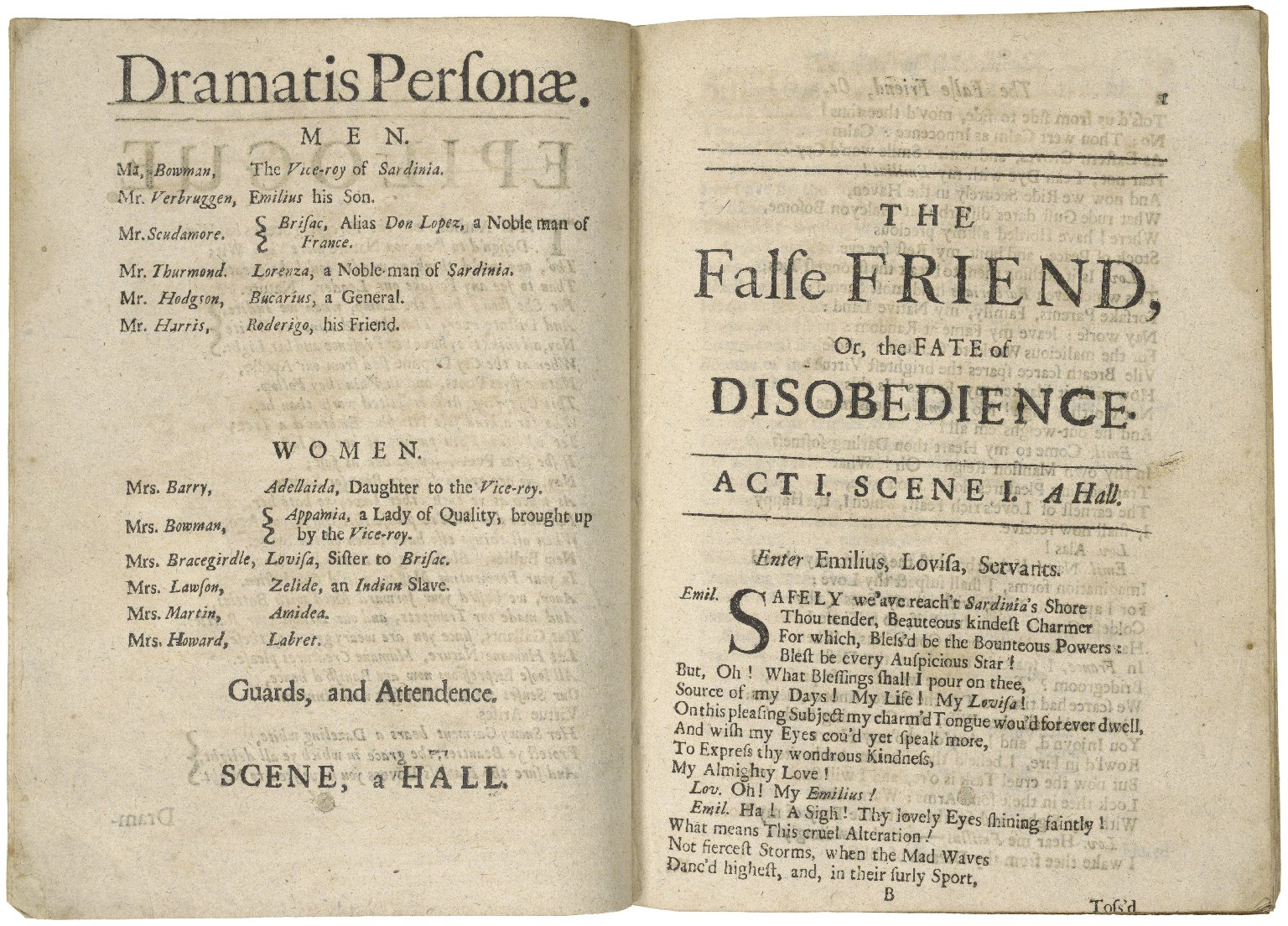
False Friend (1699)

Mary Pix (geboren als Mary Griffith 1666 in Nettlebed, Oxfordshire; gestorben 17. Mai 1709 in London) war eine englische Dramatikerin.

## Leben
Mary Griffith war wahrscheinlich eine Tochter des Vikars und Rektors der Royal Latin School in Buckingham, Buckinghamshire. Sie heiratete 1684 den Schneidermeister George Pix, der aus Hawkhurst, Kent stammte. Sie hatten zwei Söhne, deren erster bereits im ersten Lebensjahr 1690 starb. Im Jahr 1696 veröffentlichte sie ihren ersten und einzigen Roman, The Inhumane Cardinal; or, Innocence Betrayed, eine Tragödie und eine Komödie. Es folgten fünf Theaterstücke, sowie vier weitere, bei denen kein Urheber angegeben ist, die aber ihr zugerechnet werden. Bereits ihr erster Erfolg führte dazu, dass sie und die Stückeschreiberinnen Mary Delariviere Manley und Catherine Trotter in der anonym veröffentlichten satirischen Theaterszene The Female Wits or; The Triumvirate of Poets verspottet wurden. Kurz danach geriet sie in eine öffentliche Affäre, da ihr Stück The Deceiver Deceived von dem Schauspieler George Powell für das Drury Lane Theatre plagiiert wurde, wogegen sie mit der Unterstützung des Autors William Congreve sich wehrte.
Pix' Dramen orientieren sich an den Stücken der Aphra Behn. Sie handeln von Heirat, sexueller Gewalt gegen Frauen und Untreue.  Ihre Stücke gerieten später in Vergessenheit. Im Jahr 2018 produzierte die Royal Shakespeare Company unter dem Titel The Fantastic Follies of Mrs Rich einen Theaterabend nach ihrem Stück The Beau Defeated.

## Werke
- The Inhumane Cardinal; or, Innocence Betrayed. Roman. 1696
- Ibrahim, the Thirteenth Emperor of the Turks. 1696
- The Spanish Wives. 1696
- The Innocent Mistress. London: J. Orme, 1697
  - in: Melinda C. Finberg (Hrsg.): Eighteenth century women dramatists. Oxford: Oxford Univ. Press, 2001, ISBN 0-19-282729-4, S. 1–74. Einführung S. xi–Xvii
- The Deceiver Deceived. 1697
- Queen Catharine; or, The Ruines of Love. 1698
- The False Friend; or, the Fate of Disobedience. 1699
- The Beau Defeated; or, the Lucky Younger Brother. 1700
- The Double Distress. 1701
- The Czar of Muscovy. 1701 Pix zugeschrieben
- The Different Widows; or, Intrigue All-A-Mode. 1703 Pix zugeschrieben
- Violenta; or, The Rewards of Virtue, Turn'd from Boccace into Verse. Lyrik. 1704
- Zelmane; or, the Corinthian Queen. 1705 Pix zugeschrieben, aber strittig
- The Conquest of Spain. 1705 Pix zugeschrieben
- The Adventures in Madrid. 1706 Pix zugeschrieben